# Blood of a Champion
Blood of a Champion är en amerikansk film släppt direkt till video den 7 mars 2006. Filmen skrevs, producerades och regisserades av Lawrence Page med huvudrollerna spelade av Bokeem Woodbine och R&B-sångaren Deborah Cox.

## Rollista
- Bokeem Woodbine – Shadow
- Deborah Cox – Sharon
- George T. Odom – Shadows pappa
- Mamie Louise Anderson – Shadows mamma
- Michael Ciminera – fängelsevakt
- Teri Denine – kriminalpolis